# Заостровцев, Андрей Павлович
Андрей Павлович Заостровцев (род. 21 февраля 1956, Ленинград) — российский экономист, журналист и либертарианец. Кандидат экономических наук. Во многом считает себя представителем австрийской экономической школы.

## Биография
Окончил экономический факультет ЛГУ по специальности «экономист» (1978) и аспирантуру (1984). Кандидат экономических наук (1984, тема диссертации: «Противоречия товарного производства при социализме»). Сфера научных интересов: теория общественного выбора (в частности, теория поиска ренты), экономика бюрократии и коррупции, конституционная экономика, новая институциональная экономическая история, австрийская экономическая школа.
- 1985—1995 — доцент факультета менеджмента «Военмеха» (курсы: «микроэкономика», «макроэкономика»).
- С 1995 — доцент кафедры экономической теории и мировой экономики факультета экономической теории и экономики Санкт-Петербургского университета экономики и финансов (курсы: «экономика общественного сектора», «теория общественного выбора», «микроэкономика»).
- В Международном центре социально-экономических исследований «Леонтьевский центр»: с 1991 — в исследовательском отделе: старший научный сотрудник, ведущий научный сотрудник (области исследований — экономика города, общественные финансы, антимонопольная политика, приватизация, социальная политика). Член Общественного комитета по награждению при «Леонтьевском центре», с 2003 года определяющего лауреатов медали им. В. В. Леонтьева «За достижения в экономике»[4].
- В институте «Экономическая школа»: член учёного совета, доцент (с 1999, курсы: «микроэкономика», «экономика общественного сектора»), член редколлегии журналов «Экономическая школа» (с 1997), «Экономическая школа. Аналитическое приложение» (с 2002).
- С 2008 — научный сотрудник Центра исследований модернизации Европейского университета в Санкт-Петербурге.
- С 2009 — профессор кафедры институциональной экономики Санкт-Петербургского филиала Государственного университета «Высшая школа экономики».

До закрытия издания (конец 2008 года) был экономическим обозревателем аналитического еженедельника «Дело».

## Работы
Автор около 50 научных и учебно-методических публикаций, в том числе трудов, изданных в Швеции, Германии, Великобритании.
- Сравнительный анализ стабилизационных программ 90-х годов / Под ред. С. Васильева; Московский Центр Карнеги. — М.: «Гендальф», 2003. — 448 с. — ISBN 5-88044-150-4 (главы: «Реформы и стабилизация в Турции: противоречивые результаты», «Группы интересов и проблемы стабилизации»)
- СССР после распада / Под общей редакцией О. Л. Маргания. — СПб.: «Экономическая школа», 2007. — 480 с. — ISBN 5-902402-13-1 (главы: Беларусь, Молдова, Казахстан)
- Экономический анализ политики: концепции теории общественного выбора. — СПб.: СПбГУЭФ, 2008.
- Нефть, погоня за рентой и права собственности (обзор концепций) // «Ресурсное проклятие»: Нефть, газ, модернизация общества / под общ. ред. Н. А. Добронравина, О. Л. Маргания — СПб.: «Экономическая школа» ГУ ВШЭ, 2008. — 522 с. — 2000 экз. — ISBN 5-502-40213-1
- Теория общественного выбора и конституционная политическая экономия. — СПб.: Издательство СПбГУЭФ, 2009.
- Теория общественного выбора: экономический анализ поиска ренты, бюрократии и диктатур. — СПб.: Издательство СПбГУЭФ, 2009.
- Пути модернизации: траектории, развилки, тупики / под ред. В. Я. Гельмана, О. Л. Маргания — СПб.: Издательство Европейского университета в Санкт-Петербурге, 2010. — 408 с. — ISBN 978-5-93480-104-4. Главы:
  - Новая институциональная экономика о развитии и стагнации. — С. 13—63.
  - Модернизация и институты: количественные измерения. — С. 151—183.
- О развитии и отсталости. Как экономисты объясняют историю? — СПб.: Издательство Европейского университета в Санкт-Петербурге, 2014. — 248 с.
- Полемика о модернизации: общая дорога или особые пути?[5] — СПб.: Издательство Европейского университета в Санкт-Петербурге, 2020. — 310 с. — ISBN 978-5-94380-316-1
- Беларусь: движение против течения. — СПб.: Издательство Европейского университета в Санкт-Петербурге, 2021. — 60 с. — (Серия препринтов; М-81/21; Центр исследований модернизации).

### Переводы
Научный редактор и переводчик ряда публикаций работ известных зарубежных экономистов, в том числе:
- Самуэльсон П. А., Нордхаус В. Д. Экономика. — М.: «Бином», 1997. (участие в переводе)
- Милгром П., Робертс Дж.[англ.] Экономика, организация и менеджмент: в двух томах. — СПб.: «Экономическая школа», 1999. — ISBN 5-900428-44-3 (участие в научном редактировании перевода)
- Вехи экономической мысли. Экономика благосостояния и общественного выбора. Том 4. — СПб.: «Экономическая школа», 2004. — ISBN 5-902402-07-7 (научный редактор)
- Мюллер Д. Общественный выбор III / Пер. с англ. под ред. А. П. Заостровцева, А. С. Скоробогатова. — М.: ГУ ВШЭ, 2007. — XII + 1000 с. — ISBN 978-5-7598-0547-2. (редактор перевода, перевод гл. 18)